# O mie de cocori

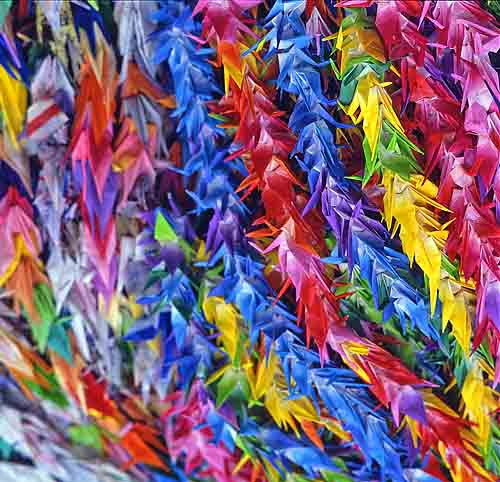
Mii de macarale origami

O mie de cocori (千羽鶴 senbazuru- 1000 cocori) este un grup de o mie de cocori (折鶴- orizuru) legate împreună de sfoară. 
Orizuru este cel mai cunoscut design dintre origami japoneze. O legendă japoneză promite că oricine va plia o mie de cocori origami, va avea o dorință împlinită de către zei. Conform altor povești, se crede că în loc de o singură dorință se va oferi fericire și noroc etern, cum ar fi viața lungă sau recuperarea de boală sau vătămare. Acest lucru face ca o mie de cocori din origami să devină cadouri populare pentru prieteni și familie și persoane speciale. Cocorul din Japonia este una dintre creaturile mistice și sfinte (altele includ dragonul și țestoasa ) și se spune că trăiește o mie de ani: de aceea sunt fabricate 1000 de cocori, una pentru fiecare an reprezentat. Se crede că cele 1000 de cocori trebuie finalizate într-un an și toate trebuie făcute de către persoana care urmează să facă dorința. 

## Semnificația culturală
O mie de cocori de hârtie sunt adesea oferite unei persoane care este grav bolnavă pentru ai dori recuperarea ei/lui. Ele sunt create de prieteni sau colegi printr-un efort colectiv. O altă utilizare obișnuită este oferirea în dar pentru echipele sportive sau atleți, pentru victorie. Cocorii sunt un simbol al păcii motiv pentru care deseori sunt văzute în locuri precum memorialele de război sau monumentele cu bombe atomice. 
Mai multe temple, inclusiv unele din Tokyo și Hiroshima, au pe teritoriul lor flăcări eterne pentru pacea mondială. La aceste temple, grupurile școlare si doritorii oferă în dar acești o mie de cocori la rugăciunea pentru pace. Cocorii origami sunt lăsate expuse condițiilor meteo, dizolvându-se încet și devin ferfenițoase pe măsură ce dorința este eliberată. În acest fel ele sunt similare cu steagurile de rugăciune din India și Tibet . 

Agenția spațială japoneză JAXA a folosit 1000 de cocori pliate ca unul dintre testele pentru potențialii astronauți.  

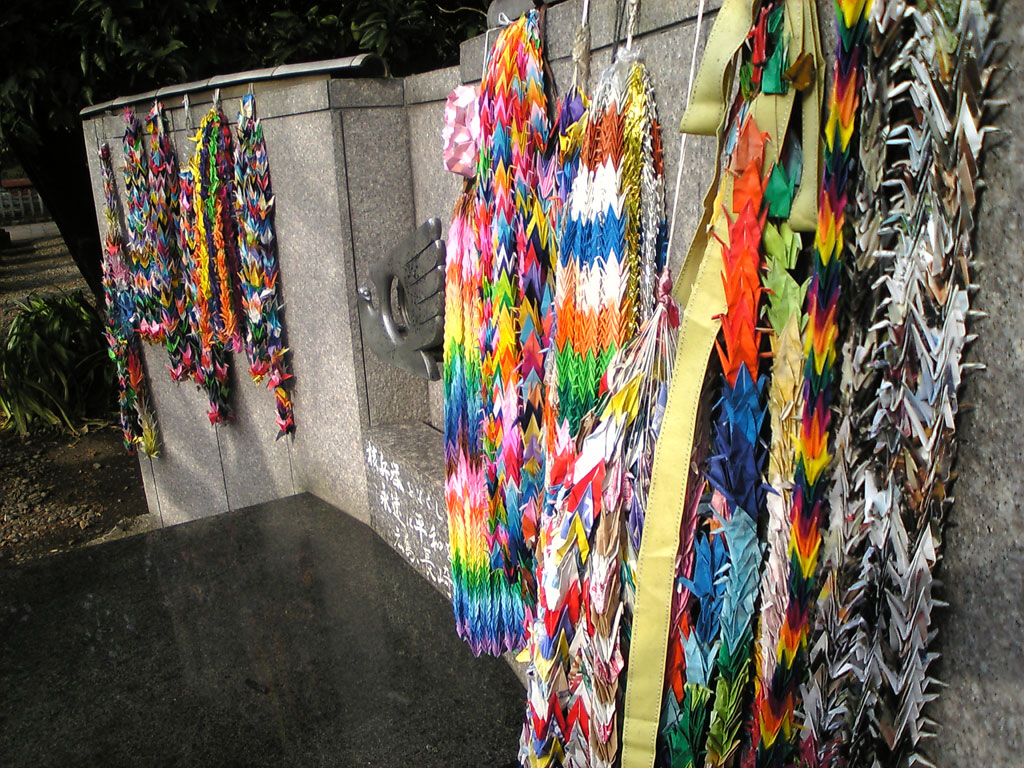
Flacăra eternă a păcii, cu cocori, în templul Ueno Tōshō-gū, Tokyo, Japonia.
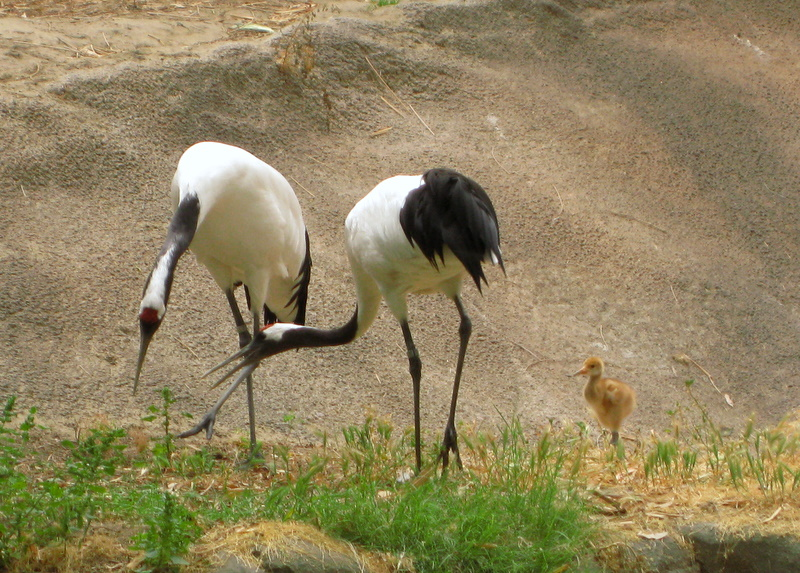
cocor japonez (丹 頂)
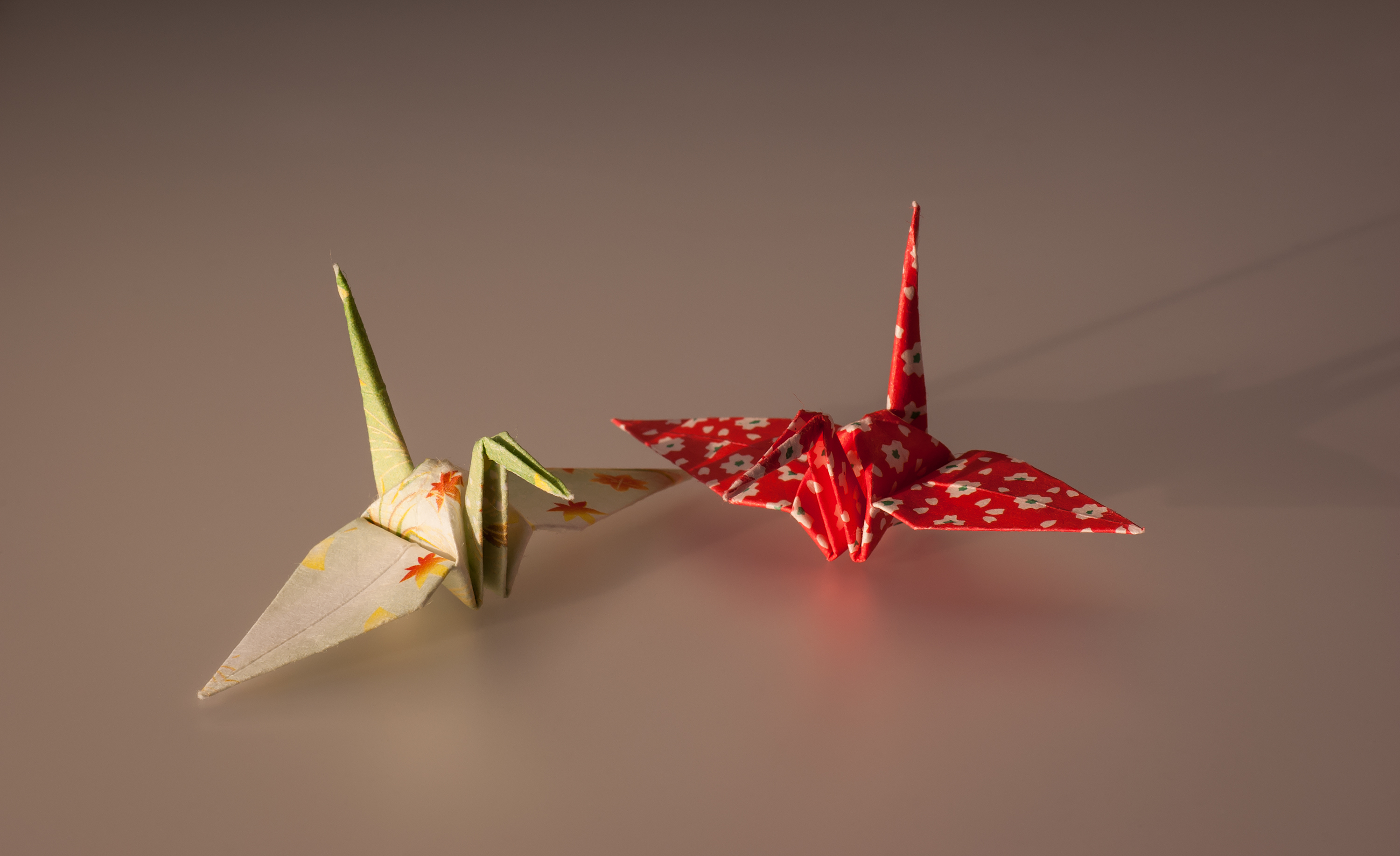
cocori origami tradiționale japoneze

 Cele o mie de cocori origami au fost popularizate și răspândită prin povestea Sadako Sasaki, o fată japoneză care avea doi ani când a fost expusă radiațiilor de la bombardarea atomică din Hiroshima în timpul celui de-al doilea război mondial. Sasaki a dezvoltat curând leucemie și, la 12 ani, după ce a petrecut o perioadă de timp într-un spital, a început să-și facă cocori origami cu scopul de a obține o mie, inspirată de legenda senbazuru. Într-o versiune fictivă a poveștii, povestită în cartea Sadako și cele o mie de cocori de hârtie, ea a pliat doar 644 înainte să devină prea slabă murind la 25 octombrie 1955. În onoarea ei, colegii de clasă au fost de acord să completeze restul pentru ea, un număr de 356 de cocori de pliat. În versiunea povestită de familia și colegii de clasă, Muzeul Memorial pentru Pace de la Hiroshima afirmă că fata a finalizat cele 1.000 de cocori și a trecut peste număr, atunci când dorința ei nu a devenit realitate. După moartea ei, prietenii și colegii de școală ai lui Sasaki au publicat o colecție de scrisori pentru a strânge fonduri în a construi un monument pentru ea și pentru toți copiii care au murit din cauza efectelor bombei atomice. Astăzi fxistă o statuie a lui Sadako care ține un cocor în mâna în Parcul Păcii din Hiroshima și, în fiecare an, de ziua Obonului, oamenii oferă cocori la statuie în amintirea spiritelor îndepărtate ale strămoșilor lor. Ea este până astăzi un simbol al victimelor inocente ale războiului nuclear.   

## Materiale
Seturile de hârtie origami sunt vândute pe scară largă în Japonia, cu seturile de senbazuru  ce includ 1000 (sau mai multe, în caz de greșeală) foi de hârtie, șir și margele de plasat la sfârșitul fiecărui șir pentru a opri cocorii să se desprindă.  De obicei cocorii sunt asamblate sub formă de 25 șiruri a câte 40 cocori fiecare.  Acest set poate fi oferit în culori variate. 
Mărimea hârtiei origami nu contează la asamblarea a o mie de cocori de hârtie, dar foile mai mici produc în consecință șiruri mai mici și mai ușoare de cocori, astfel pot fi depozitate mai ușor și transportate. Cea mai populară dimensiune pentru senbazuru este de 7.5 pe 7.5 cm. Unii oameni își taie propriile pătrate de hârtie din orice material disponibil, cum ar fi reviste, ziare, caiete și hârtie pentru imprimantă. Cel mai important este ca hârtia să fie patrată. 
Hârtia origami folosită pentru senbazuru este de obicei de o culoare solidă, deși sunt disponibile modele tipărite. Hârtia origami de dimensiuni mai mari, de obicei de 15 × 15 cm, are adesea tipărite modele tradiționale japoneze sau floari ce amintesc de kimono. Plierea a 1.000 de cocori de hârtie nu este o activitate mică. Din acest motiv, se formează grupuri de oameni ce se alătură pentru a face un senbazuru, o activitate ce reunește oamenii. 
1. ↑  Packing for Mars: The Curious Science of Life in the Void, by Mary Roach
2. ↑  Tinishiny.com Arhivat în 30 iulie 2017, la Wayback Machine., accessed April 2008